# Курча Маренго
Курча Маренго (фр. Poulet Marengo) — французька страва з курки. Готується зі шматків курки, обсмаженої в олії, потім тушкується з білим вином, часником і помідорами, подається з яєчнею, раками та грінками. Страва схожа на курку по-провансальські, але з додаванням яєць і раків, які є традиційними для курки Маренго, але тепер часто виключаються. Замість раків використовують креветок, та додають гриби. Страву було названо на честь битви при Маренго, перемоги Наполеона у червні 1800 року.

## Історія
Згідно з популярним міфом, ця страва була вперше приготована після того, як Наполеон розгромив австрійську армію в битві при Маренго на південь від Алессандрії в Італії. Його кухар Дюнан (Франсуа Клод Гіньє) створив страву з того, що зміг знайти в місті (оскільки фургони з припасами були надто далеко), а також додавши коньяк із фляги. Згідно з легендою, Наполеону так сподобалася ця страва, що він наказав подавати її йому після кожної битви. За деякими джерелами, Наполеон також наказав готувати цю страву, оскільки був забобонний і сподівався, що страва приносить йому вдачу. Коли пізніше Дюнан замінив раків грибами і додав вино до рецепту, Наполеон відмовився прийняти його, вважаючи, що зміна принесе йому нещастя.
Однак ця історія, мабуть, є міфом; кулінарний історик Алан Девідсон пише, що в той час помідори були не такі доступні, а в першому опублікованому рецепті страви вони не згадуються. Більш правдоподібне пояснення походження страви у тому, що його було створено шеф-кухарем ресторану на вшанування перемоги Наполеона. Вважається, що цей «рецепт перемоги», який на той час став відомим і символічним у Франції, сприяв поширенню помідорів у французькій кухні з часів Французької революції.

## Рецепт
Рецепт Пеллегріно Артузі у книзі «Наука кулінарії та мистецтво правильного харчування» (1891) виглядає наступним чином (в ньому відсутні помідори, раки та яйця):
|  | Візьміть молоду курку, видаліть шию та лапки, наріжте великими шматками по суглобах. Обсмажте в 30 грамах (близько 1 унції) вершкового масла та однієї столової ложки оливкової олії, приправивши сіллю, перцем та дрібкою мускатного горіха. Коли шматочки підрум'яняться з обох боків, зніміть жир і додайте столову ложку борошна та децилітр (близько 3 ½ рідких унцій) вина. Додати бульйон і накрити кришкою, готувати на повільному вогні до готовності. Перед тим як зняти з вогню, прикрасити дрібкою нарізаної петрушки; розкладіть на блюді для сервірування і видавіть половину лимона. В результаті виходить апетитна страва. |